# 2 augusti
2 augusti är den 214:e dagen på året i den gregorianska kalendern (215:e under skottår). Det återstår 151 dagar av året.

## Återkommande bemärkelsedagar

### Minnesdagar
- Minnesdagen för den romska förintelsen (sedan 2015; dagen vald till minne av nazisternas likvidering av ”zigenarlägret” i Auschwitz-Birkenau denna dag 1944)

## Namnsdagar

### I den svenska almanackan
- Nuvarande – Karin och Kajsa
- Föregående i bokstavsordning
  - Kajsa – Namnet infördes 1986 på 15 december, men flyttades 1993 till dagens datum och har funnits där sedan dess.
  - Karen – Namnet infördes på dagens datum 1986, men utgick 1993.
  - Karin – Namnet infördes på dagens datum 1901 och har funnits där sedan dess.
  - Katarina – Namnet fanns före 1901 både på dagens datum (till minne av Katarina av Vadstena) och på 25 november (till minne av Katarina av Alexandria). Detta år togs det bort från dagens datum och fick stå enbart på 25 november, där det har funnits sedan dess.
  - Kåre – Namnet infördes på dagens datum 1986, men flyttades 1993 till 25 september och utgick 2001.
  - Stefan – Namnet förekom före 1901 både på dagens datum och 3 augusti (till minne av påven Stefan I), men framförallt på 26 december (till minne av Stefanos), där det har funnits sedan före 1901.
  - Vendela – Namnet förekom under 1700-talet både på dagens datum och 28 september, men utgick sedan. 1901 infördes det på 8 november och har funnits där sedan dess.
- Föregående i kronologisk ordning
  - Före 1901 – Katarina, Stefan och Vendela
  - 1901–1985 – Karin
  - 1986–1992 – Karin, Karen och Kåre
  - 1993–2000 – Karin och Kajsa
  - Från 2001 – Karin och Kajsa
- Källor
  - Brylla, Eva (red.): Namnlängdsboken, Norstedts ordbok, Stockholm, 2000. ISBN 91-7227-204-X
  - af Klintberg, Bengt: Namnen i almanackan, Norstedts ordbok, Stockholm, 2001. ISBN 91-7227-292-9

### Finlandssvenska almanackan
- Nuvarande från 1929[1] – Holger
- I föregående revideringar[a][2]
  - inga ändringar sedan 1929

## Händelser
- 338 f.Kr. – En makedonsk här, ledd av kung Filip II, besegrar atenarna och thebierna i slaget vid Chaironeia i västra Boiotien. Hans son Alexander för befälet över makedoniernas vänstra flank under slaget. Efter segern är Filip II hårdhänt mot Thebe men mild mot Aten, tack vare den atenske oratorn och diplomaten Demades ansträngningar, då denne ser till att förhandla fram ett fredsfördrag mellan Aten och Makedonien. Genom segern övertar Makedonien rollen som ledande stormakt i antikens Grekland och när Filip dör några år senare inleder Alexander ett stort erövringståg mot grekernas ständiga fiende, det persiska riket.
- 216 f.Kr. – Den karthagiske fältherren Hannibal leder sin 40 000 man starka armé till seger över romarnas 70 000 i slaget vid Cannae (öster om nuvarande Neapel) under det andra puniska kriget. Av de romerska befälhavarna stupar konsuln Lucius Aemilius Paullus under slaget, medan den andre, Gaius Terentius Varro, kan återvända till Rom med budet om nederlaget, men helt vanärad. Trots den avgörande romerska förlusten fortsätter kriget i ytterligare 14 år, tills romarna avgår med segern 202 f.Kr.
- 924 – Kung Ethelweard av Wessex avlider efter endast två veckor på tronen och efterträds av sin bror Æthelstan. När denne tre år senare har erövrat Northumbria antar han titeln Rex Anglorum (”Engelsmännens konung”) och från och med Æthelstan, som innehar makten till sin död 939, räknas därmed kungarna av Wessex som kungar av England.
- 1332 – När den danske kungen Kristofer II avlider anser danskarna att det är lönlöst att välja någon ny dansk kung, eftersom landet i praktiken har upphört att existera, då det är helt bortsålt till utländska herrar (bland annat har den svenske kungen Magnus Eriksson samma år köpt Skåne och Blekinge). Danmark kommer därför att stå utan kung fram till 1340, en period som har gått till historien som den kungalösa tiden.
- 1876 – Den 39 år gamle amerikanske revolvermannen Wild Bill Hickok blir ihjälskjuten av Jack McCall, en annan revolverman med öknamnet ”Crooked Nose” (Krokig näsa), då Hickock just står i begrepp att inleda en omgång av kortspelet poker. Hickock sägs ha haft par i svarta åttor och par i svarta ess på handen vid tillfället, varför den kombinationen sedan dess kallas ”död mans hand”. McCall grips genast, men frikänns av en jury bestående av gruvarbetare. Dock prövas hans fall igen lite senare och då döms han för mord och hängs den 1 mars 1877.
- 1914 – Eftersom både Tyskland och Frankrike mobiliserar mot varandra börjar tyskarna nu förbereda för att sätta Schlieffenplanen i verket, vilken går ut på att snabbt besegra fransmännen, innan de vänder sig mot det väldiga Ryssland. För att kunna genomföra denna plan behöver tyskarna marschera igenom Belgien och ställer därför denna dag krav på att få marschera igenom landet, med löfte om att utrymma det så snart Frankrike är besegrat. Detta leder till att Storbritannien ändrar ton. Dittills har britterna förespråkat att den rådande diplomatiska krisen i Europa ska lösas genom en internationell fredskonferens, men då kriget nu kommer allt närmare deras egna kuster börjar de istället förbereda sig för att sätta hårt mot hårt och själva gå i krig.
- 1934 – När den tyske rikspresidenten Paul von Hindenburg avlider 86 år gammal avskaffar Adolf Hitler, som har varit rikskansler sedan i januari 1933, posten som rikspresident. Istället utropar han sig själv till ”Führer und Reichskanzler” (ledare och rikskansler) och blir därmed Tysklands oinskränkte ledare, då han är både stats- och regeringschef. Efter Tysklands fall 1945 avskaffas titeln Führer inom politiken, men finns kvar i andra, mer neutrala sammanhang i tyska språket. I andra språk förknippas det dock enbart med Hitler.
- 1940 – Den svenska fotbollsklubben BK Häcken grundas på Hisingen i Göteborg av några 14–15-åringar, som vill spela fotboll mot andra lag och inte bara träna och spela tillsammans. Idag är klubben en av de mest välmående föreningarna inom svensk elitfotboll, då man varje år arrangerar ungdomstävlingen Gothia Cup i Göteborg, som ger stora vinster till föreningen.
- 1944 – Natten till den 3 augusti likviderar nazisterna ”zigenarlägret” i koncentrationslägret Auschwitz-Birkenau, då 1 408 romer deporteras till Buchenwald och de övriga (2 897) gasas ihjäl. Sedan 2015 är därför 2 augusti minnesdag för den romska förintelsen, med officiellt stöd av EU.
- 1980 – Bombdådet i Bologna inträffar.
- 1990 – Irak inleder en invasion av grannlandet Kuwait. Detta leder dock till en samlad FN-aktion mot Irak, som inleds i januari 1991 och där trupper från USA, Storbritannien, Frankrike och flera arabländer befriar Kuwait under ”Operation Ökenstorm”. Redan i slutet av februari 1991 tvingas Irak vika sig för övermakten och lämna Kuwait.
- 1993 – Flera norrländska älvar svämmar över, eftersom snösmältningen har varit sen och det har regnat kraftigt under sommaren. Översvämningarna pågår under resten av månaden och flera samhällen i Norrland hotas av vattenmassorna, innan de börjar sjunka undan.

## Födda
- 1612 – Saskia Uylenburgh, nederländsk porträttmodell, gift med målaren Rembrandt
- 1674 – Filip II av Orléans, fransk hertig, Frankrikes regent för den då omyndige Ludvig XV
- 1783 – Sulpiz Boisserée, tysk konst- och arkitekturhistoriker
- 1808 – Augustus C. French, amerikansk demokratisk politiker, guvernör i Illinois
- 1826 – John P. Stockton, amerikansk demokratisk politiker och diplomat, senator för New Jersey
- 1832 – Samuel E. Pingree, amerikansk republikansk politiker, guvernör i Vermont
- 1846 – George P. Wetmore, amerikansk republikansk politiker, guvernör i Rhode Island samt senator för samma delstat
- 1857 – Aloys Schulte, tysk historiker
- 1862 – Björn Halldén, svensk kompositör, sångtextförfattare och kapellmästare
- 1877 – Albert Ståhl, svensk skådespelare
- 1878 – Ingeborg av Danmark, svensk prinsessa
- 1879 – James M. Tunnell, amerikansk demokratisk politiker, senator för Delaware
- 1886 – Ernst Brunman, svensk operettsångare och skådespelare
- 1890 – Per Lundgren, svensk fältläkare och högerpolitiker
- 1892 – Jack Warner, amerikansk filmbolagsdirektör och filmproducent
- 1897 – Karl Koch, tysk SS-officer och lägerkommendant
- 1898 – Karolina Kózka, polsk jungfru och martyr, saligförklarad 1987
- 1905
  - Karin Granberg, svensk skådespelare
  - Myrna Loy, amerikansk skådespelare
- 1913 – Siri Olson, svensk skådespelare, sångare och dansare
- 1915 – William Gear, brittisk målare
- 1923 – Shimon Peres, israelisk politiker och statsman, mottagare av Nobels fredspris 1994
- 1924 – Carroll O'Connor, amerikansk skådespelare
- 1930
  - Bertil Johansson, svensk lantbrukare och centerpartistisk politiker
  - Inger Sandberg, svensk författare
- 1932 – Peter O'Toole, irländsk-brittisk skådespelare
- 1933 – Tom Bell, brittisk skådespelare
- 1934 – Valerij Bykovskij, rysk kosmonaut
- 1937
  - Margaretha Byström, svensk skådespelare, manusförfattare och teaterregissör
  - Garth Hudson, kanadensisk musiker, medlem i gruppen The Band
- 1939 – Wes Craven, amerikansk skräckfilmsregissör och manusförfattare
- 1941 – Jules Hoffmann, fransk immunolog, mottagare av Nobelpriset i fysiologi eller medicin 2011
- 1942 – Isabel Allende, chilensk-amerikansk författare och journalist
- 1949 – Roy Andersson, svensk fotbollsspelare, kopia av Svenska Dagbladets guldmedalj 1979
- 1950 – Tore Cervin, svensk fotbollsspelare, kopia av Svenska Dagbladets guldmedalj 1979
- 1951
  - Freddie Wadling, svensk sångare och skådespelare
  - Per Westerberg, svensk moderat politiker, talman i Sveriges riksdag
- 1952
  - David Borrow, brittisk labourpolitiker, parlamentsledamot
  - Vladimir Dikanski, svensk skådespelare och kompositör
- 1956 – Anders Burius, svensk biblioteksman, senare känd som KB-mannen
- 1961 – Mike Ross, amerikansk demokratisk politiker, kongressledamot
- 1968 – Boris Dlugosch, tysk housemusiker och producent
- 1972 – Corinne Rey-Bellet, schweizisk alpin skidåkare
- 1973 – Dan Boren, amerikansk demokratisk politiker, kongressledamot
- 1976 – Sam Worthington, australisk skådespelare
- 1977 – Edward Furlong, amerikansk skådespelare
- 1979 – Riitta Mäkinen, finländsk socialdemokratisk politiker
- 1980
  - Nadia Björlin, amerikansk skådespelare
  - Amanda Lind, svensk politiker, Sveriges kulturminister 2019–2021, språkrör för Miljöpartiet 2024–
- 1982 – Joakim Strand, finländsk politiker
- 1984
  - Nilla Fischer, fotbollsspelare, VM-brons 2011, 2019, OS-silver 2016
  - J.D. Vance, amerikansk republikansk politiker, USA:s vicepresident 2025–
- 1991 – Evander Kane, kanadensisk ishockeyspelare
- 1994 – Jacob Collier, engelsk musiker, sångare, kompositör och arrangör

## Avlidna
- 257 – Stefan I, påve
- 640 – Severinus, påve
- 686 – Johannes V, påve
- 924 – Ethelweard, kung av Wessex
- 1100 – Vilhelm II Rufus, kung av England
- 1322 – Yolande av Dreux, Skottlands drottning
- 1332 – Kristofer II, 55, kung av Danmark
- 1589 – Henrik III, 37, kung av Polen och av Frankrike
- 1730 – Mattias Steuchius, 85, svensk professor i logik och metafysik, ärkebiskop i Uppsala
- 1799 – Jacques-Étienne Montgolfier, 54, fransk uppfinnare, skapare av den första varmluftsballongen
- 1828 – Fredrik von Ehrenheim, 75, svensk friherre, ämbetsman, diplomat och hovkansler, Sveriges kanslipresident
- 1861 – Aaron Clark, 73, amerikansk politiker, borgmästare i New York
- 1876 – Wild Bill Hickok, 39, amerikansk revolverman
- 1901 – Hans Forssell, 58, svensk historiker, ämbetsman och politiker, Sveriges finansminister, president i Kammarkollegiet och ledamot av Svenska Akademien
- 1908 – Fredrik Franson, 56, svensk-amerikansk väckelsepredikant och missionär
- 1921 – Enrico Caruso, 48, italiensk operasångare
- 1922
  - Alexander Graham Bell, 75, brittisk-amerikansk dövlärare och uppfinnare
  - William E. Crow, 52, amerikansk republikansk politiker, senator för Pennsylvania
- 1923 – Warren G. Harding, 57, amerikansk republikansk politiker, viceguvernör i Ohio, senator för samma delstat och USA:s president
- 1934 – Paul von Hindenburg, 86, tysk generalfältmarskalk och statsman, Tysklands rikspresident
- 1936 – Louis Blériot, 64, fransk flygpionjär
- 1945 – Pietro Mascagni, 81, italiensk operakompositör
- 1946 – Andrej Vlasov, 44, sovjetisk militär
- 1960 – Adolf Niska, 76, svensk operettsångare, skådespelare, manusförfattare och regissör
- 1964 – Olga Desmond, 73, tysk dansare
- 1976 – Fritz Lang, 85, österrikisk-tysk-amerikansk filmregissör
- 1987 – Anna Lisa Berkling, 79, svensk journalist och programtjänsteman
- 1996 – Michel Debré, 84, fransk politiker, premiärminister
- 1998 – Henrik Dyfverman, 86, svensk skådespelare och TV-producent
- 2004 – Henri Cartier-Bresson, 95, fransk fotograf
- 2007 – Peter Eriksson, 48, svensk neurolog
- 2011
  - Baruj Benacerraf, 90, venezuelansk-amerikansk immunolog, mottagare av Nobelpriset i medicin eller fysiologi 1980
  - Attilio Pavesi, 100, italiensk cyklist och olympiamästare 1932, världens äldste överlevande olympiamästare
  - Richard Pearson, 93, brittisk skådespelare
- 2012
  - John Keegan, 78, brittisk militärhistoriker och journalist
  - Mihaela Ursuleasa, 33, rumänsk pianist
- 2014 – Gösta Holmström, 91, svensk skådespelare
- 2015 – Cilla Black, 72, brittisk sångare
- 2016 – Ahmed Zewail, 70, egyptisk-amerikansk fysikalisk kemist, mottagare av Nobelpriset i kemi 1999
- 2017 – Ola Nyberg, 83, svensk illustratör
- 2018 – Tom Cox, 88, brittisk parlamentsledamot för Labour